# Боровак при Полшнику
Боровак при Полшнику (словен. Borovak pri Polšniku) је насељено место у општини Литија, Засавска регија, Словенија.

## Историја
До територијалне реорганизације у Словенији био је у саставу старе општине Литија.

## Становништво
У попису становништва из 2011. године, Боровак при Полшнику је имао 22 становника.
| Број становника према пописима | Број становника према пописима | Број становника према пописима |
| ------------------------------ | ------------------------------ | ------------------------------ |
| 1991                           | 2002                           | 2011                           |
| 20                             | 24                             | 22                             |

Напомена: До 1955. исказивано под именом Боровак.